# Magyar helységnevek (Maros megye)
Ez a magyar városok, magyar, román és az eredetileg szász községek és falvak listája Maros megyében, Erdélyben, Romániában, a jelenlegi megnevezések szerint. A megnevezések változtak az évszázadok során, a magyarok legutoljára a XIX. végén: a Magyar Királyi Posta az egyértelműség végett földrajzi előtagot adott az ország azonos nevű falvainak, melyek ez esetben többnyire a település fő folyójának vagy vidékének nevei, mint pl. : Maros-, Nyárád-, Görgény-, a földrajzi tájegységnek adott név, mint pl. a Mezőség okán a mezőségi falvak Mező- előtagot, illetve népnevek alapján Székely-, Szász-, illetve Oláh- előtagok kerültek a megnevezésbe.
Az 1920-as trianoni diktátumot követő impériumváltás többnyire lefordította vagy román helyesírással átírta a magyar neveket, amit aztán a megye 1940-es "visszatérése" során ejtettek. Az újabb, 1945-47-es román impériumváltás immár messzebbre ment, és sok esetben fantázianeveket vagy román személyiségek nevét adták a településeknek, melynek román nevéből így ma sokszor nem lehet kikövetkeztetni a magyar eredetijét.
| Magyar neve          | Román neve           |
| -------------------- | -------------------- |
| Ádámos               | Adămuș               |
| Abafája              | Apalina              |
| Ákosfalva            | Acățari              |
| Alsóbölkény          | Beica de Jos         |
| Alsóidecs            | Ideciu de Jos        |
| Alsóköhér            | Chiheru de Jos       |
| Apold                | Apold                |
| Backamadaras         | Păsăreni             |
| Bala                 | Băla                 |
| Balavásár            | Bălăușeri            |
| Bátos                | Batoș                |
| Beresztelke          | Breaza               |
| Blidirászaházcsoport | Blidireasa           |
| Bonyha               | Bahnea               |
| Bordos               | Bordoșiu             |
| Búzaháza             | Grâușorul            |
| Disznópataka         | Brădețelu            |
| Bözöd                | Bezid                |
| Bözödújfalu          | Bezidu Nou           |
| Cikmántor            | Țigmandru            |
| Cintos               | Ațintiș              |
| Csatófalva           | Viișoara             |
| Csíkfalva            | Vărgata              |
| Dános                | Daneș                |
| Déda                 | Deda                 |
| Dedrád               | Dedrad               |
| Dedrádszéplak        | Dedrad               |
| Deményháza           | Dămieni              |
| Dicsőszentmárton     | Târnăveni            |
| Disznajó             | Vălenii de Mureș     |
| Dulcsa               | Dulcea               |
| Ehed                 | Ihod                 |
| Erdőcsinád           | Pădureni             |
| Erdőlibánfalva       | Ibănești-Pădure      |
| Erdőszentgyörgy      | Sângeorgiu de Pădure |
| Erdőszakál           | Săcalu de Pădure     |
| Erked                | Archita              |
| Faragó               | Fărăgău              |
| Fehéregyháza         | Albești              |
| Felsőidecs           | Ideciu de sus        |
| Felsőrépa            | Vătava               |
| Fickópataka          | Fițcău               |
| Füleháza             | Filea                |
| Gernyeszeg           | Gornești             |
| Gödemesterháza       | Stânceni             |
| Görgényhodák         | Hodac                |
| Görgényoroszfalu     | Solovăstru           |
| Görgényszentimre     | Gurghiu              |
| Görgényüvegcsűr      | Glajarie             |
| Gyulakuta            | Fântânele            |
| Harangláb            | Hărănglab            |
| Havad                | Neaua                |
| Havadtő              | Viforoasa            |
| Héjjasfalva          | Vânători             |
| Hétúr                | Hetiur               |
| Holtmaros            | Lunca Mureșului      |
| Iszló                | Islau                |
| Ikland               | Icland               |
| Jedd                 | Livezeni             |
| Jobbágyfalva         | Valea                |
| Jobbágytelke         | Sâmbriaș             |
| Kerelőszentpál       | Sânpaul              |
| Kiskend              | Chendu               |
| Kibéd                | Chibed               |
| Kisikland            | Iclănzel             |
| Kendő                | Chendu               |
| Keresd               |                      |
| Koronka              | Corunca              |
| Kóródszentmárton     | Coroisânmărtin       |
| Kozmatelke           | Cozma                |
| Körtvélyfája         | Peresti              |
| Körtekapu            | Poarta               |
| Nyárádköszvényes     | Matrici              |
| Kutyfalva            | Cuci                 |
| Küküllőszéplak       | Suplac               |
| Laposnyatelep        | Lăpușna              |
| Libánfalva           | Ibănești             |
| Lóc                  | Loțu                 |
| Lukafalva            | Gheorghe Doja        |
| Magyarbükkös         | Bichiș               |
| Magyarpéterlaka      | Petrilaca            |
| Magyarfülpös         | Filpișu Mare         |
| Magyaró              | Aluniș               |
| Magyarózd            | Ozd                  |
| Magyarsáros          | Deleni               |
| Makfalva             | Ghindari             |
| Marosbogát           | Bogata               |
| Marosjára            | Iara de Mureș        |
| Marosfelfalu         | Suseni               |
| Maroskece            | Chețani              |
| Maroskeresztúr       | Cristești            |
| Marosludas           | Luduş                |
| Marossárpatak        | Glodeni              |
| Marosoroszfalu       | Rușii-Munți          |
| Marosszentanna       | Sântana de Mureș     |
| Marosszentgyörgy     | Sângeorgiu de Mureș  |
| Marosszentkirály     | Sâncraiu de Mureș    |
| Marostelek           | Teleac               |
| Marosugra            | Ogra                 |
| Marosvásárhely       | Târgu-Mureș          |
| Marosvécs            | Brâncovenești        |
| Mája                 | Maia                 |
| Márkod               | Mărculeni            |
| Mezőbánd             | Band                 |
| Mezőbodon            | Papiu Ilarian        |
| Mezőceked            | Valea Largă          |
| Mezőcsávás           | Ceuașu de Câmpie     |
| Mezőgerebenes        | Grebenișu de Câmpie  |
| Mezőkirályfalva      | Crăiești             |
| Mezőmadaras          | Mădăraș              |
| Mezőméhes            | Miheșu de Câmpie     |
| Mezőpagocsa          | Pogăceaua            |
| Mezőpanit            | Pănet                |
| Mezőrücs             | Râciu                |
| Mezősályi            | Șăulia               |
| Mezősámsond          | Șincai               |
| Mezőszengyel         | Sânger               |
| Mezőtóhát            | Tăureni              |
| Mezőzáh              | Zau de Câmpie        |
| Mikefalva            | Mica                 |
| Mikháza              | Călugăreni           |
| Nagyernye            | Ernei                |
| Nagysármás           | Sărmaşu              |
| Nagykend             | Chendu               |
| Nyárádgálfalva       | Găleşti              |
| Nyárádkarácson       | Crăciunești          |
| Nyárádmagyarós       | Măgherani            |
| Nyárádremete         | Eremitu              |
| Nyárádselye          | Șilea                |
| Nyárádszentlászló    | Sânvăsii             |
| Nyárádszentmárton    | Mitresti             |
| Nyárádszereda        | Miercurea Nirajului  |
| Nyárádtő             | Ungheni              |
| Nyomát               | Maiad                |
| Oláhkocsárd          | Cucerdea             |
| Palotailva           | Lunca Bradului       |
| Petele               | Petelea              |
| Radnót               | Iernut               |
| Ratosnya             | Răstolița            |
| Rava                 | Roua                 |
| Rigmány              | Rigmani              |
| Segesd               | Șaeș                 |
| Segesvár             | Sighişoara           |
| Sóvárad              | Sărățeni             |
| Szászbogács          | Băgaciu              |
| Sziródrész           | Pârâu Mare           |
| Szakadát             | Săcădat              |
| Szentháromság        | Troița               |
| Székelybós           | Bozeni               |
| Szászkézd            | Saschiz              |
| Szásznádas           | Nadeș                |
| Szászrégen           | Reghin               |
| Székelybere          | Bereni               |
| Székelyhodos         | Hodoșa               |
| Székelykál           | Călușeri             |
| Székelymoson         | Moșuni               |
| Székelysárd          | Șardu Nirajului      |
| Székelyvécke         | Vețca                |
| Székes               | Săcăreni             |
| Szénaverős           | Senereuș             |
| Szederjes            | Mureni               |
| Szováta              | Sovata               |
| Tancs                | Tonciu               |
| Tekeújfalu           | Lunca                |
| Toldalag             | Toldal               |
| Tyiró                | Tireu                |
| Tyiszó               | Tisieu               |
| Unoka                | Onuca                |
| Uzdiszentpéter       | Sânpetru de Câmpie   |
| Vadad                | Vadu                 |
| Vajdaszentivány      | Voivodeni            |
| Vámosgálfalva        | Găneşti              |
| Vámosudvarhely       | Odrihei              |
| Vármező              | Câmpu Cetății        |
| Zágor                | Zagăr                |
| Zimc                 | Zimţi                |

## Fordítás
Ez a szócikk részben vagy egészben  a   List of Hungarian exonyms (Mureș County) című angol Wikipédia-szócikk ezen változatának fordításán alapul.  Az eredeti cikk szerkesztőit annak laptörténete sorolja fel. Ez a jelzés csupán a megfogalmazás eredetét és a szerzői jogokat jelzi, nem szolgál a cikkben szereplő információk forrásmegjelöléseként.